# Alexandra Asimaki
Alexandra Asimaki (grekiska: Αλεξάνδρα Ασημάκη), född 28 juni 1988 i Aten, är en grekisk vattenpolospelare (centerforward). Hon ingick i Greklands landslag vid olympiska sommarspelen 2008.
Asimaki gjorde ett mål i den olympiska vattenpoloturneringen 2008 där Grekland slutade på åttonde plats.
Asimaki tog VM-guld 2011 i Shanghai och EM-silver 2010 i Zagreb samt 2012 i Eindhoven. Internationella simförbundet röstade fram henne som världens bästa kvinnliga vattenpolospelare under året 2011.